# McLaren MP4/5
McLaren MP4/5 (и его модификация MP4/5B) — один из самых успешных гоночных  автомобилей в истории  Формулы-1, выступавший в сезонах 1989 и 1990 годов, и выигравший 2 раза в эти годы оба зачета Чемпионата мира.

## Модель MP4/5 (1989 год)
В 1989 году в Формуле-1 были запрещены турбодвигатели. Поэтому инженеры Honda ещё в течение сезона 1988 года работали над разработкой нового 3,5-литрового атмосферного двигателя. Модель MP4/5, оснащённая этим двигателем, уже на предсезонных тестах показала себя как быстрая и надежная машина. На руку команде McLaren играло и то, что их основной конкурент, Ferrari, испытывал проблемы с тестированием новой полуэлектронной коробки передач, отчего страдала надёжность их автомобилей.
Пилоты McLaren выиграли 10 гонок сезона из 16 и позволили команде легко выиграть Кубок конструкторов. Это был год когда соперничество между двумя выдающимися пилотами, так же как и их личные отношения, достигло своей критической точки. Стараясь превзойти друг друга, они помогали команде развивать машину от гонки к гонке. Хотя Сенна выиграл 6 гонок против 4 у Проста, титул Чемпиона мира достался на этот раз французу.

## Модель MP4/5B (1990 год)

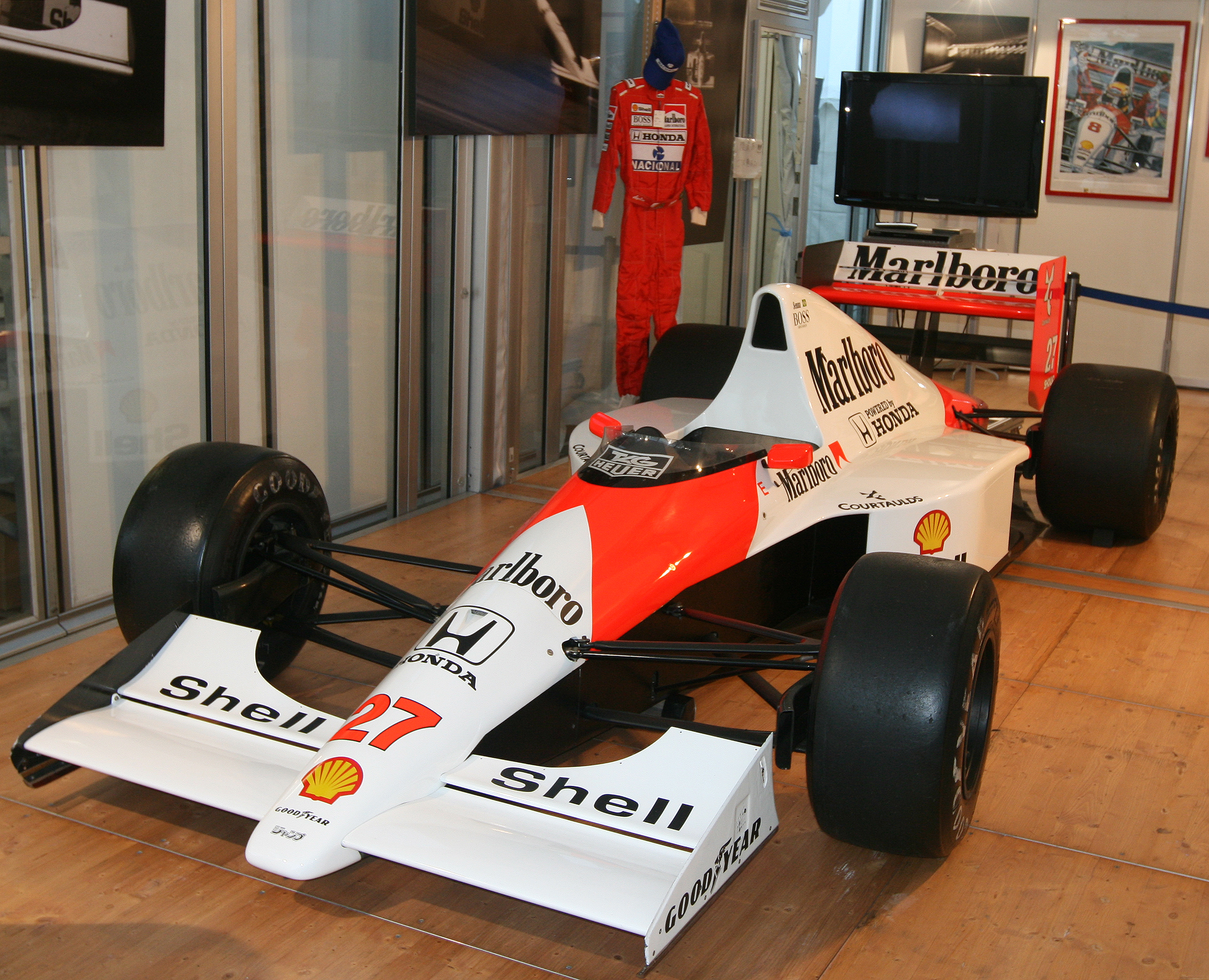
MP4/5B Сенны в магазине Фонда его имени

В сезоне 1990 года Прост перешёл в Ferrari, а на смену ему в обратном направлении проследовал австриец Герхард Бергер.
На этот сезон McLaren подготовил модифицированную версию прошлогоднего шасси - MP4/5B. Инженерами была переработана конструкция антикрыльев, задняя часть кузова перепрофилирована вокруг укрупненных радиаторов. Двигатель также был переработан и Сенна провел большую работу по его тестированию, что позволило добиться высокой надежности.
Борьба за титул в обоих зачётах Чемпионата мира между McLaren и Простом и его Ferrari 641 была очень острой. Одержав 6 побед Сенна и Бергер принесли команде ещё один Кубок конструкторов.
На Гран-при Японии Сенна "отомстил" Просту за прошлый сезон, протаранив его автомобиль на старте, что позволило бразильцу досрочно завоевать свой второй титул Чемпиона мира.

## Результаты выступлений в гонках
| Год  | Шасси          | Двигатель            | Шины | Пилоты | 1    | 2   | 3    | 4   | 5    | 6    | 7    | 8    | 9   | 10  | 11  | 12   | 13   | 14   | 15   | 16   | Место | Очки |
| ---- | -------------- | -------------------- | ---- | ------ | ---- | --- | ---- | --- | ---- | ---- | ---- | ---- | --- | --- | --- | ---- | ---- | ---- | ---- | ---- | ----- | ---- |
| 1989 | McLaren MP4/5  | Honda RA109E V10 3,5 | G    |        | БРА  | САН | МОН  | МЕК | США  | КАН  | ФРА  | ВЕЛ  | ГЕР | ВЕН | БЕЛ | ИТА  | ПОР  | ИСП  | ЯПО  | АВС  | 1     | 141  |
| 1989 | McLaren MP4/5  | Honda RA109E V10 3,5 | G    | Сенна  | 11   | 1   | 1    | 1   | Сход | 7    | Сход | Сход | 1   | 2   | 1   | Сход | Сход | 1    | ДСК  | Сход | 1     | 141  |
| 1989 | McLaren MP4/5  | Honda RA109E V10 3,5 | G    | Прост  | 2    | 2   | 2    | 5   | 1    | Сход | 1    | 1    | 2   | 4   | 2   | 1    | 2    | 3    | Сход | Сход | 1     | 141  |
| 1990 | McLaren MP4/5B | Honda RA100E V10 3,5 | G    |        | США  | БРА | САН  | МОН | КАН  | МЕК  | ФРА  | ВЕЛ  | ГЕР | ВЕН | БЕЛ | ИТА  | ПОР  | ИСП  | ЯПО  | АВС  | 1     | 121  |
| 1990 | McLaren MP4/5B | Honda RA100E V10 3,5 | G    | Сенна  | 1    | 3   | Сход | 1   | 1    | 20   | 3    | 3    | 1   | 2   | 1   | 1    | 2    | Сход | Сход | Сход | 1     | 121  |
| 1990 | McLaren MP4/5B | Honda RA100E V10 3,5 | G    | Бергер | Сход | 2   | 2    | 3   | 4    | 3    | 5    | 14   | 3   | 16  | 3   | 3    | 4    | Сход | Сход | 4    | 1     | 121  |

| Легенда к таблице |                                                                    |
| --- | ------------------------------------------------------------------ |
| В таблице перечислены результаты всех Гран-при Формулы-1, в которых использовался автомобиль. Строками таблицы являются сезоны, столбцами — этапы чемпионата мира. В каждой клетке указаны сокращённое название этапа и результат, дополнительно обозначенный цветом. Расшифровка обозначений и цветов представлена в нижеследующей таблице. |                                                                    |
| \| Пример \| Описание \| \| ------------ \| ------------------------------------------------------------------ \| \| 1 \| Победитель \| \| 2 \| Второе место \| \| 3 \| Третье место \| \| 5 \| Финишировал, заработав очки \| \| Сход \| Не финишировал, но при этом заработал очки \| \| 12 \| Финишировал, не получив очков \| \| НКЛ \| Финишировал, но не попал в финальную классификацию \| \| 15 \| Участвовал вне зачёта, либо по отдельной классификации \| \| 18 \| Не финишировал, но попал в финальную классификацию \| \| Сход \| Не финишировал \| \| НКВ \| Не прошёл квалификацию \| \| НПКВ \| Не прошёл предквалификацию \| \| ДСК \| Дисквалифицирован \| \| ИСК \| Исключён из протокола соревнований \| \| ТТ \| Заявлен для участия только в тренировках \| \| НС \| Участвовал в квалификации, но не стартовал в гонке \| \| Т \| Травмирован или болен \| \| ОТК \| Отказ от участия \| \| НТР \| Прибыл на соревнования, но на трассу не выезжал \| \| НПР \| Был заявлен в числе участников, но не прибыл к началу соревнований \| \| О \| Соревнования отменены \| \| \| Не участвовал \| \| Поул-позиция \| \| \| Быстрый круг \| \| |                                                                    |
| Пример | Описание                                                           |
| 1 | Победитель                                                         |
| 2 | Второе место                                                       |
| 3 | Третье место                                                       |
| 5 | Финишировал, заработав очки                                        |
| Сход | Не финишировал, но при этом заработал очки                         |
| 12 | Финишировал, не получив очков                                      |
| НКЛ | Финишировал, но не попал в финальную классификацию                 |
| 15 | Участвовал вне зачёта, либо по отдельной классификации             |
| 18 | Не финишировал, но попал в финальную классификацию                 |
| Сход | Не финишировал                                                     |
| НКВ | Не прошёл квалификацию                                             |
| НПКВ | Не прошёл предквалификацию                                         |
| ДСК | Дисквалифицирован                                                  |
| ИСК | Исключён из протокола соревнований                                 |
| ТТ | Заявлен для участия только в тренировках                           |
| НС | Участвовал в квалификации, но не стартовал в гонке                 |
| Т | Травмирован или болен                                              |
| ОТК | Отказ от участия                                                   |
| НТР | Прибыл на соревнования, но на трассу не выезжал                    |
| НПР | Был заявлен в числе участников, но не прибыл к началу соревнований |
| О | Соревнования отменены                                              |
| | Не участвовал                                                      |
| Поул-позиция |                                                                    |
| Быстрый круг |                                                                    |